# Pumay

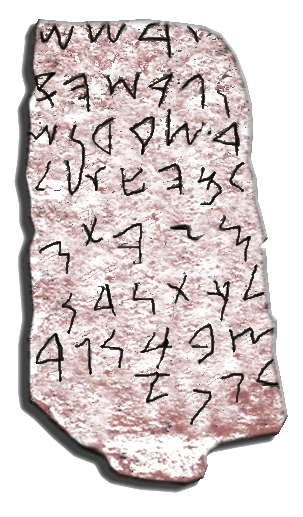
Stèle de Nora avec mise en évidence des caractères de l'alphabet phénicien ; la dédicace à Pumay est sur la dernière ligne.

Pumay est une divinité phénicienne et l'équivalent de l'Apollon de la mythologie grecque, mais antérieure à ce dernier. Certains voient en lui « dieu indigène de la végétation, mourant et ressuscitant comme (...) Adonis ». Le dieu est cité dans la stèle de Nora, datée de la fin du IXe ou du VIIIe siècle av. J.-C. Edward Lipinski considère que cette divinité est d'origine chypriote car le nom se retrouve à Chypre et à Carthage. Le tophet de Carthage a livré une stèle comportant une forme abrégée du nom de la divinité dans le nom du défunt. Une importante inscription du IVe – IIIe siècle av. J.-C. a été découverte sur le même site archéologique par Alfred Louis Delattre dans les fouilles de la tombe de Bodmelqart, dans la nécropole de Douimès. Le médaillon de Carthage, daté du VIIe – VIe siècle av. J.-C., porte une dédicace à Astarté et le nom de son propriétaire, un dénommé Pygmalion, déformation grecque du phénicien Pummayyaton selon Lipinski. Le nom est utilisé après la troisième guerre punique et la chute de la capitale punique, en particulier dans une inscription néopunique du IIe siècle av. J.-C.